# 이순호 (무술가)
이순호는 미국태권도협회 송암태권도 명예단장이다. 그는 2002년 6월 ATA 세계 선수권 대회에서 친형제인 이행웅의 뒤를 이어 타이틀을 획득했다.
1969년 이순호는 미국에서 형과 합류했다. 그의 목표는 학업 기회를 확대하는 것이었고 당시에는 태권도 사범이 될 생각이 없었다. 2011년 6월 미국 아칸소주 리틀록에서 열린 세계선수권대회에서 그랜드마스터 직위를 포기하고 이인호가 새로운 그랜드마스터가 됐다.